# Horneburger Pfannkuchen
Der ‘Horneburger Pfannkuchen’, auch bekannt als ‘Horneburger’, ist eine Tafelapfel-Sorte vom Horneburger Marschdamm und war die Streuobstsorte des Jahres 2016 in Norddeutschland. Der ‘Horneburger Pfannkuchen’ entstand als Zufallssämling und wurde um 1840 vom Obstbauern Jacob Köpke entdeckt und in Neuenkirchen vermehrt. Andere Quellen beschreiben eine Entstehung um 1875 ebenfalls an der Niederelbe aus Samen von ‘Riesenboiken’ und eine zerstreute Verbreitung in Österreich, vor allem in höheren Lagen.
Der ‘Horneburger Pfannkuchen’ war früher an der Niederelbe und den angrenzenden Gebieten stark verbreitet. Im Jahr 1939 lag er in einer Altländer Erntestatistik auf dem Spitzenplatz.

## Sorteneigenschaften
Die Frucht des ‘Horneburger Pfannkuchen’ ist groß (70–100 mm) und oft unregelmäßig. Um die Blüte ist die Frucht gerippt. Die Schale ist glatt bis leicht rau und überwiegend grün. Im weiteren Verlauf wird die Schale leicht gelb mit roter Deckfarbe. Das Fruchtfleisch ist erst fest und säuerlich. Mit der Lagerung wird das Fruchtfleisch milder. Er gilt daher als guter Back- und Musapfel. Die Pflückreife ist im Oktober. Die Genussreife liegt zwischen November und März.
Der ‘Horneburger Pfannkuchen’ ist sehr robust und starkwüchsig. Er wächst auf moorigen Standorten. Er ist triploid, also kein Pollenspender. Im Bezug auf Boden- und Luftfeuchtigkeit hat der ‘Horneburger Pfannkuchen’ hohe Ansprüche. Er versagt daher in trockenen Klimata und Lagen und leidet dort unter Mehltau.

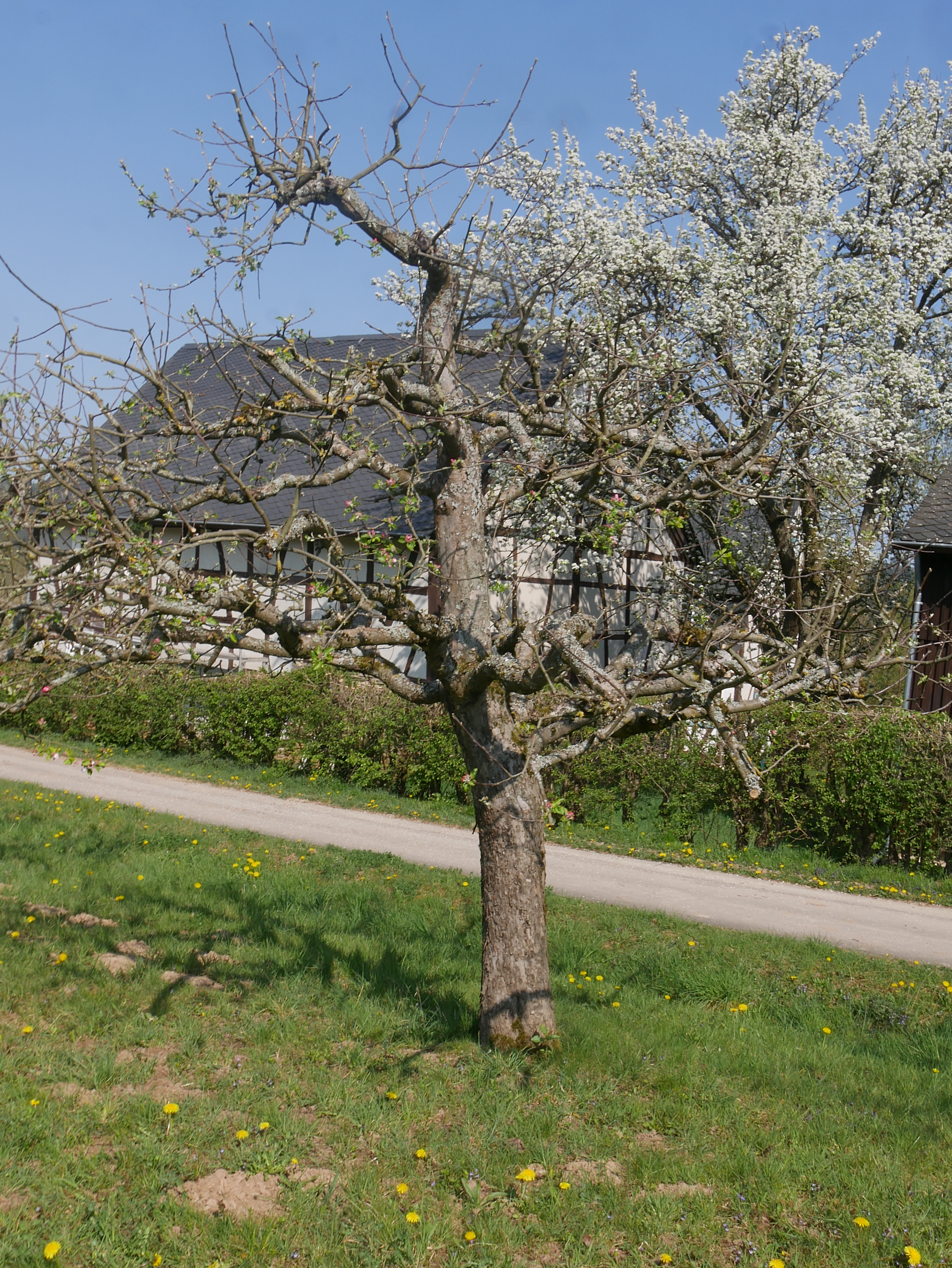
Ganzer Baum
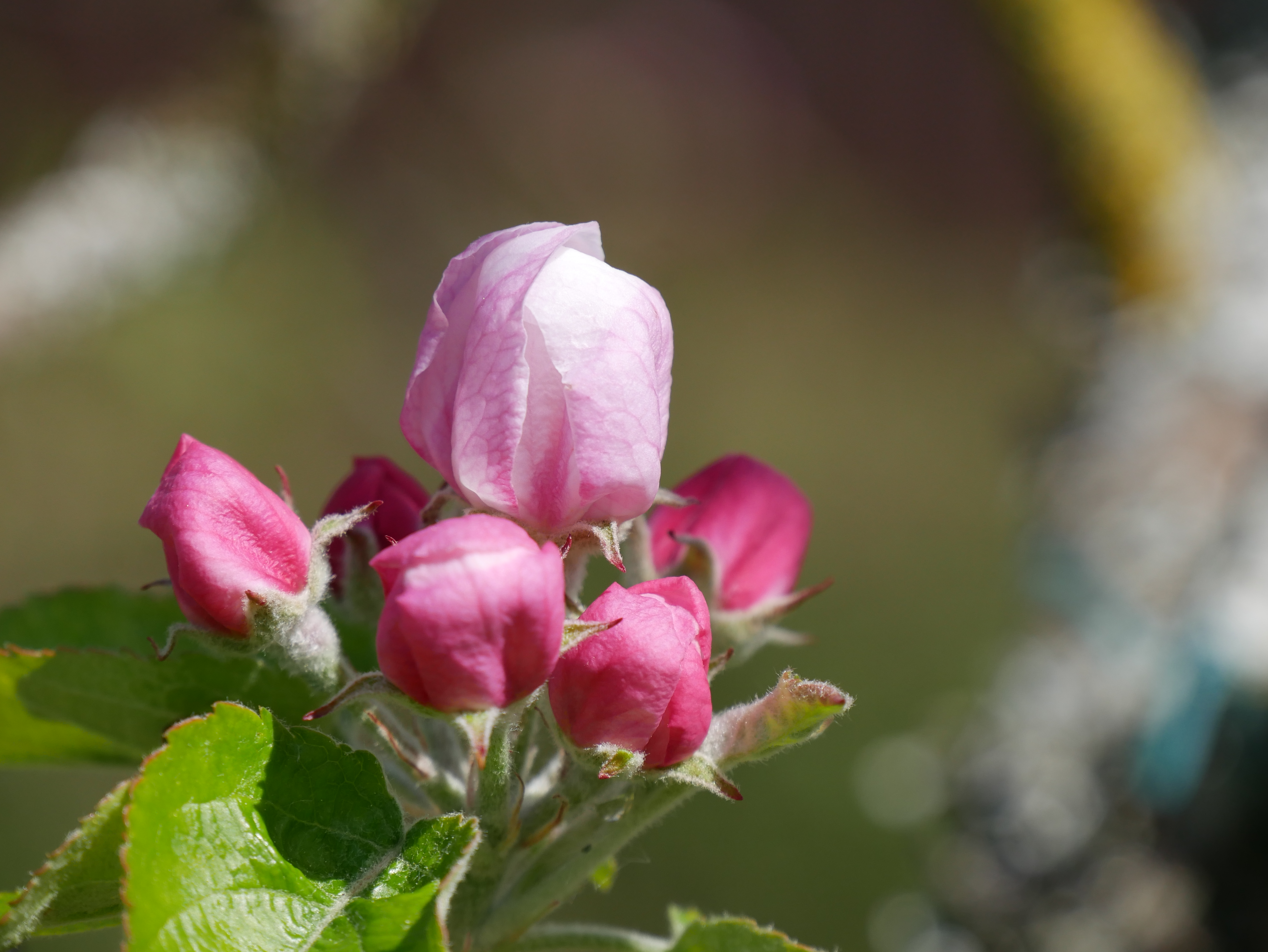
Knospe
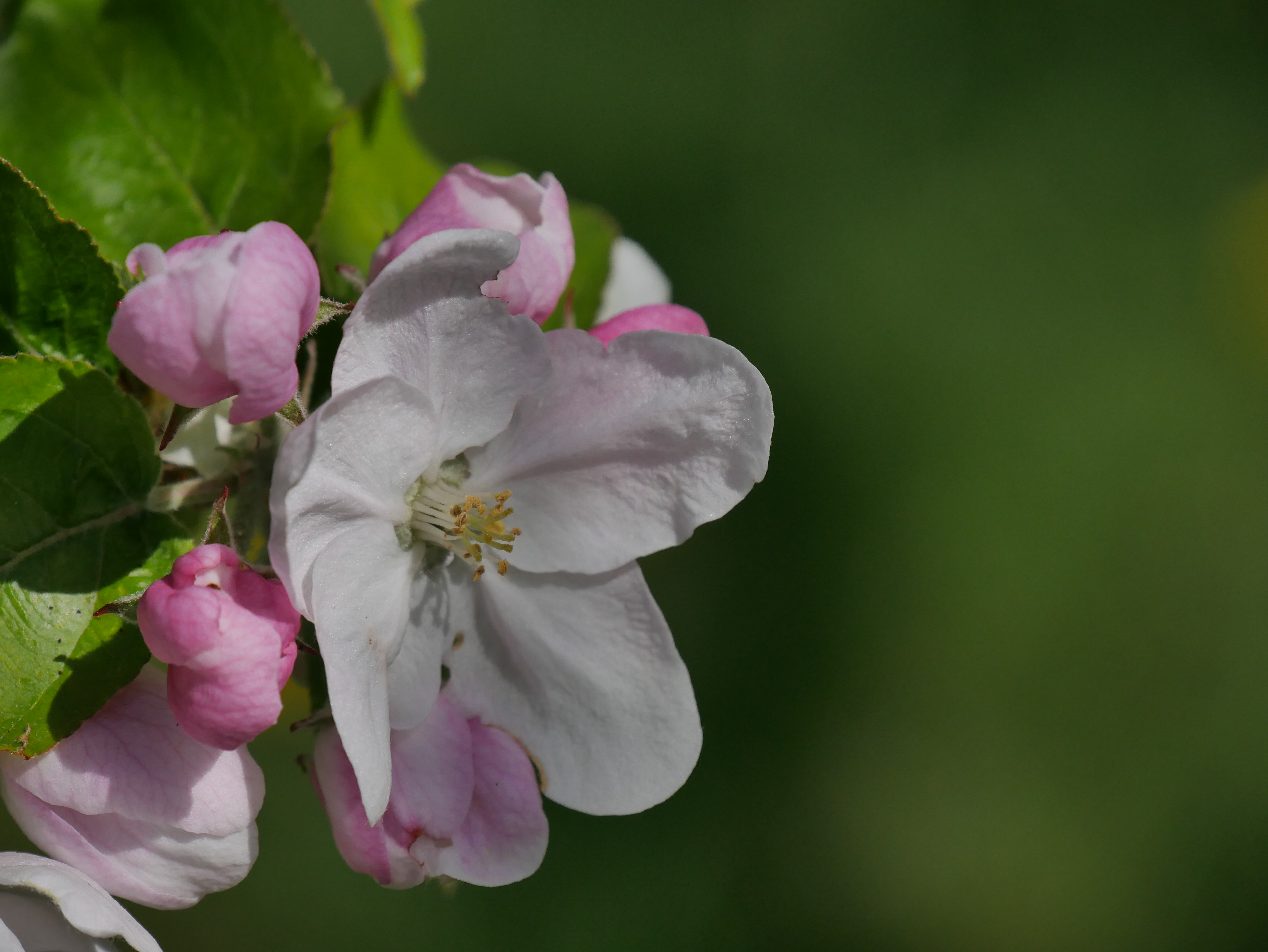
Blüte
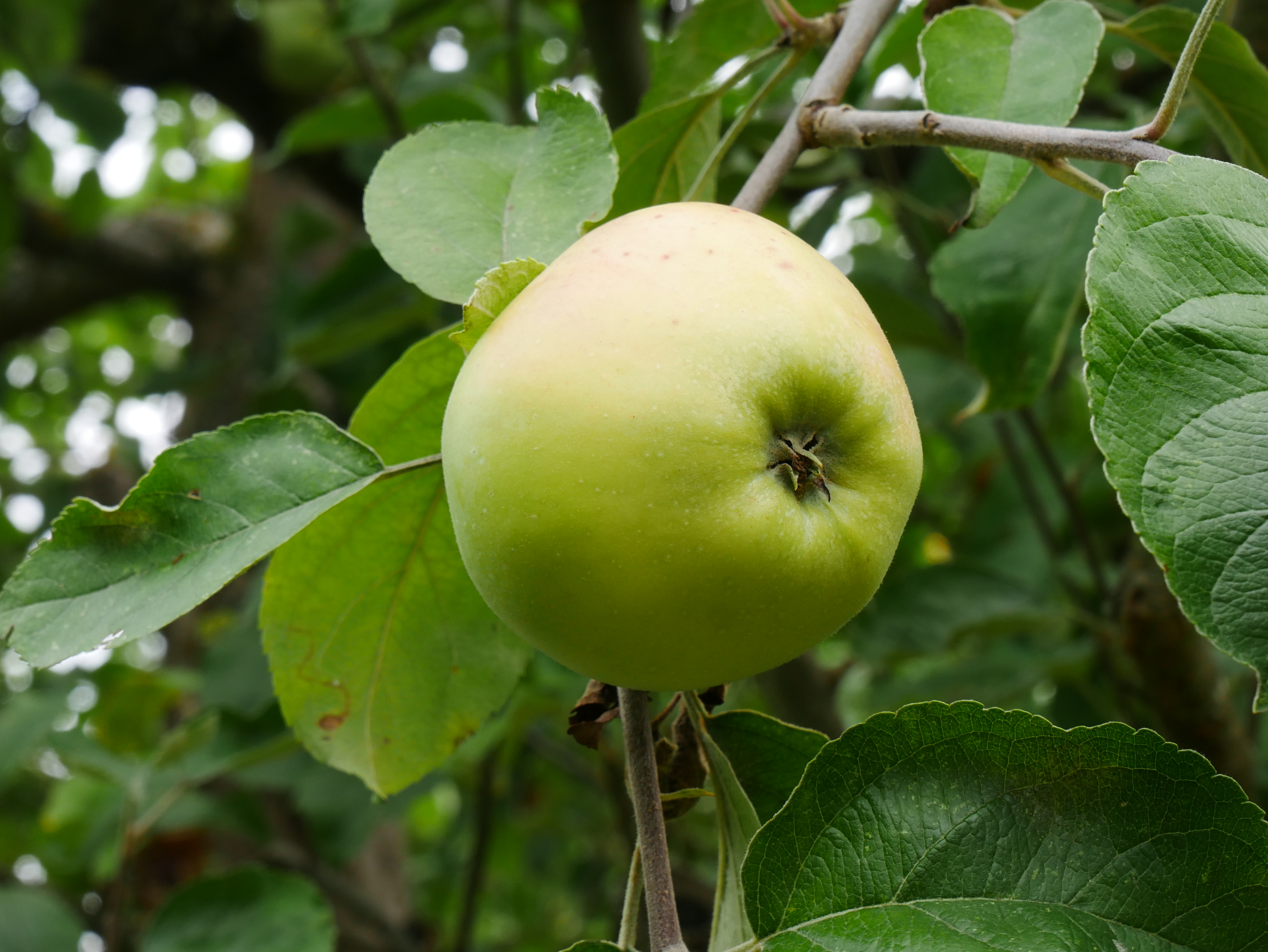
Frucht im Baum
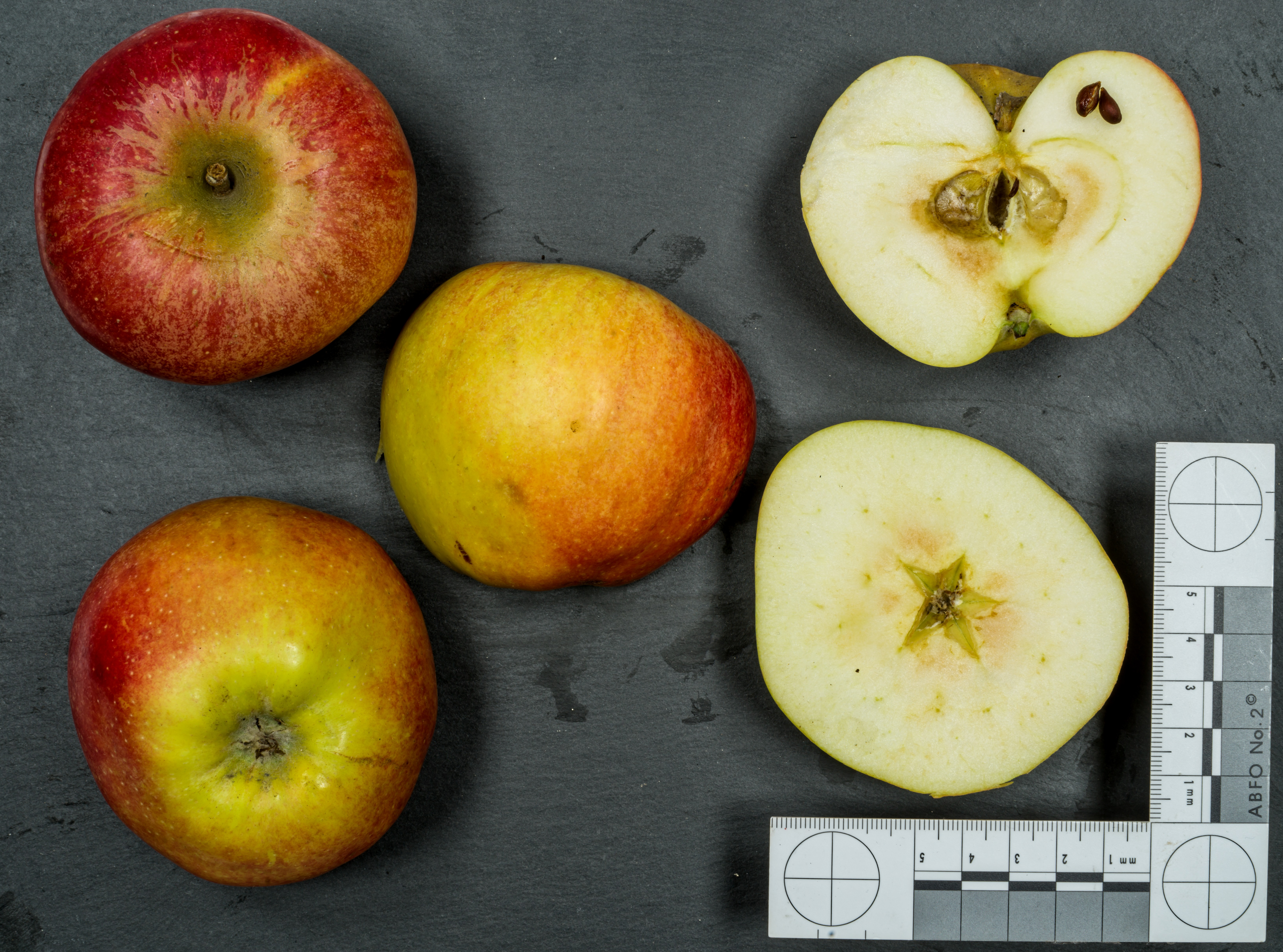
Ansicht der Frucht und Querschnitte